# Gibt’s doch gar nicht
Gibt’s doch gar nicht ist ein Lied des deutschen DJs und Rappers Der Wolf aus dem Jahr 1996.

## Entstehung und Veröffentlichung
Geschrieben wurde das Lied vom Interpreten selbst, zusammen mit den Koautoren Stephan Baader und Michael Kersting. Die Melodie basiert auf Samples zu Get Down on It (Kool & the Gang) und Tappan Zee (Bob James). Kersting zeichnete zudem auch für die Produktion verantwortlich.
Die Erstveröffentlichung von Gibt’s doch gar nicht erfolgte als Single am 30. September 1996 bei Mercury Records. Diese erschien als 12″-Maxi-Single (Katalognummer: 578 387-1) sowie als CD-Maxi-Single (Katalognummer: 578 387-2) mit vier beziehungsweise fünf verschiedenen Versionen des Liedes. Am 17. März 1997 erschien das Lied als Teil von Das Album (Katalognummer: 534 217-2), dem Debütalbum von Der Wolf.

## Inhalt
Der Liedtext handelt vom lyrischen Ich, das sich über verschiedene Dinge aufregt, wie z. B. eine 3 Mark teure Fahrkarte und dies stet's mit einem „Gibt's doch gar nicht“ kommentiert.

„Gibt’s doch gar nicht – Gibt’s doch gar nicht

Gibt’s doch gar nicht – hmm

Gibt’s doch gar nicht – Was soll ich sagen?

Gibt’s doch gar nicht – tja

Gibt’s doch gar nicht – Gibt’s doch gar nicht

Gibt’s doch gar nicht – Ist das zu fassen?“

## Kommerzieller Erfolg

### Chartplatzierungen
| ChartsChartplatzierungen | Höchstplatzierung | Wochen |
| ------------------------ | ----------------- | ------ |
| Deutschland (GfK)        | 25 (19 Wo.)       | 19     |
| Schweiz (IFPI)           | 36 (5 Wo.)        | 5      |

### Verkäufe
Im April 2025 berichtete das deutsches Boulevardmagazin taff, in einer Reportage über die 1990er-Jahre, unter anderem über den Rapper Der Wolf und schätzte dabei die Verkäufe von Gibt’s doch gar nicht auf etwa 200.000 Einheiten.